# اس-۳۵۰ (سامانه موشکی)
اس-۳۵۰-ای (به انگلیسی: S-350E) با کد و نام 50R6 Vityaz یک سامانه پدافند سطح‌به‌هوای میان‌برد است که در روسیه توسط شرکت ان‌پی‌او اولماس، به‌عنوان جانشینی برای اس-۳۰۰پی‌اس و اس-۳۰۰پی‌تی۱-ای ساخته شده‌است. این موشک با بهره‌گیری از دانش مربوط به سامانهٔ KM-SAM ساخت کره جنوبی و روسیه ساخته شده و موشک‌های ۹-ام-۹۶ را شلیک می‌کند. موشک‌های نامبرده، دقیقاً مشابه موشک‌های به‌کار رفته در سامانه اس-۴۰۰ هستند.

### موشک‌ها
| [ ۳ ]          | 9M96E2                       | 9M96E                   | 9M100                  |
| -------------- | ---------------------------- | ----------------------- | ---------------------- |
| کمینهٔ بُرد      | ۱ کیلومتر                    | ۱ کیلومتر               | _                      |
| بیشینهٔ بُرد     | ۱۲۰ کیلومتر                  | ۴۰ کیلومتر              | ۱۰ کیلومتر             |
| کمینهٔ ارتفاع   | ۵ متر                        | ۵ متر                   | _                      |
| بیشینهٔ ارتفاع  | ۳۰ کیلومتر (۹۸٬۰۰۰ فوت)      | ۲۰ کیلومتر (۶۶٬۰۰۰ فوت) | _                      |
| سرعت           | ۱٬۸۰۰ متر بر ثانیه (ماخ ۵٫۳) | _                       | _                      |
| وزن            | ۴۲۰ کیلوگرم (۹۳۰ پوند)       | ۳۳۳ کیلوگرم (۷۳۴ پوند)  | _                      |
| طول            | ۵٫۶۵ متر (۱۸٫۵ فوت)          | ۴٫۷۵ متر (۱۵٫۶ فوت)     | ۲٫۵ متر (۸٫۲ فوت)      |
| قطر            | ۲۴۰ میلیمتر (۹٫۴ اینچ)       | ۲۴۰ میلیمتر (۹٫۴ اینچ)  | ۱۲۵ میلیمتر (۴٫۹ اینچ) |
| وزن کلاهک جنگی | ۲۴ کیلوگرم (۵۳ پوند)         | ۲۴ کیلوگرم (۵۳ پوند)    | _                      |

## نگارخانه

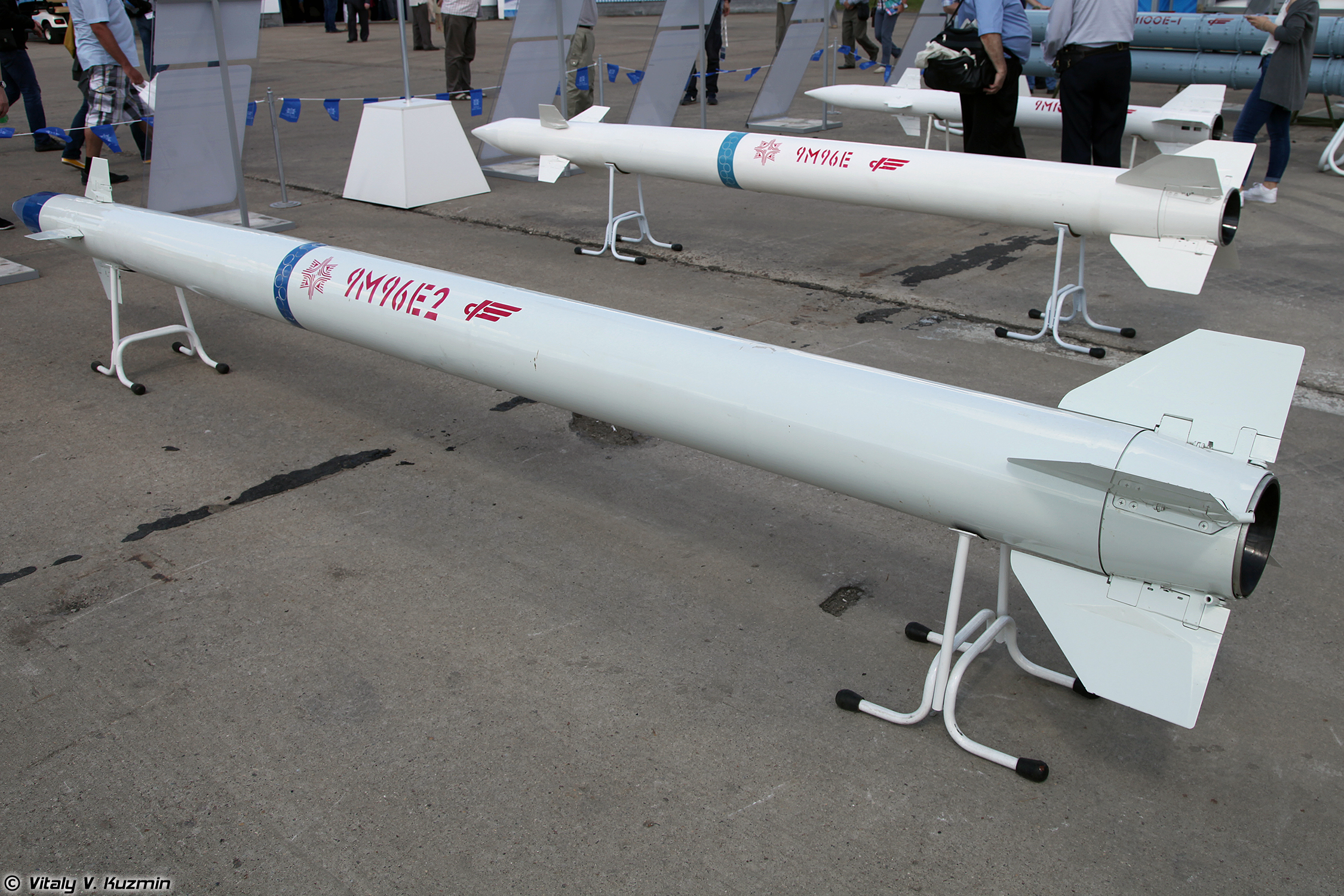
موشک 9M96
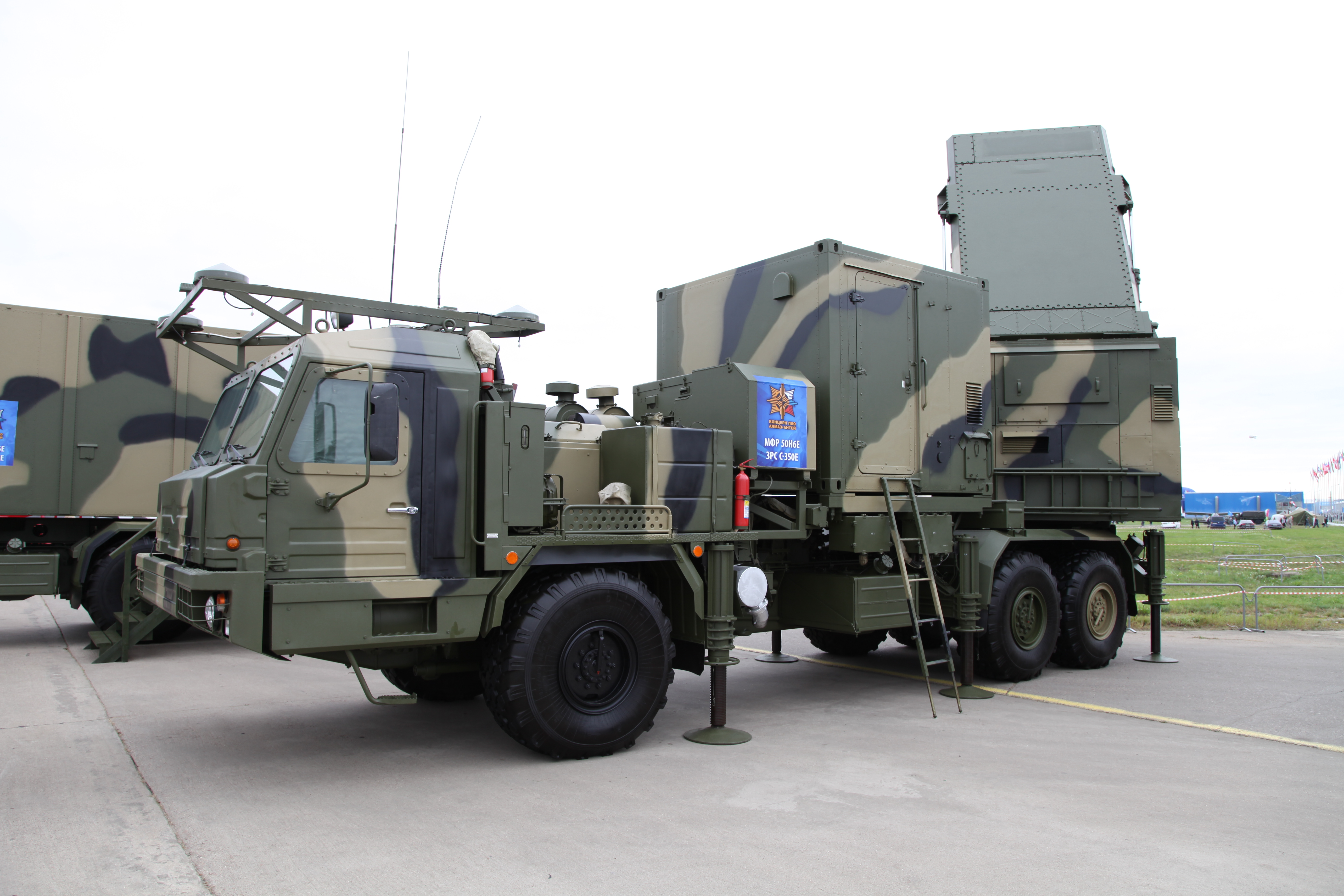
رادار این سامانه
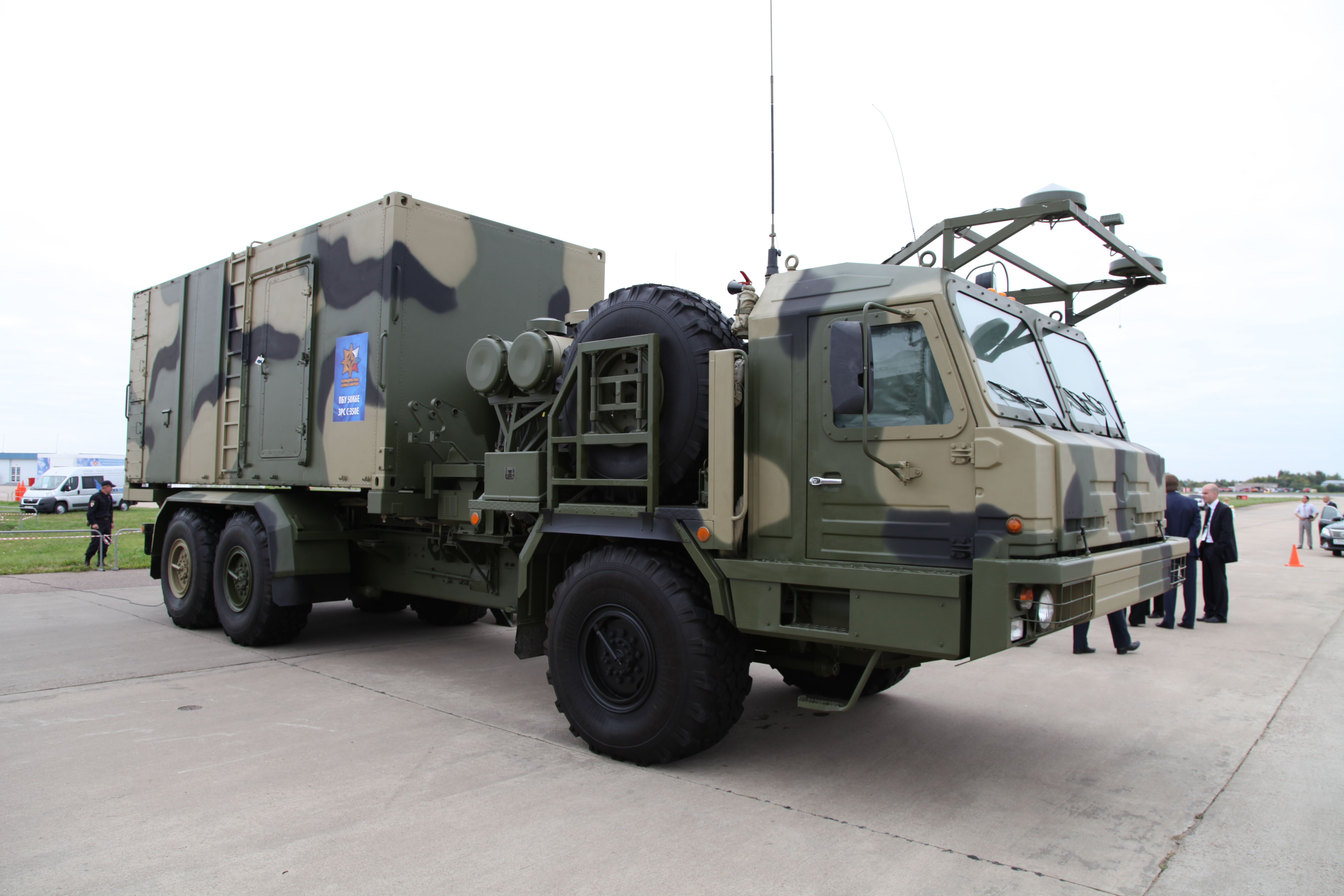
کامیون کارکنان مرکز کنترل پرتاب
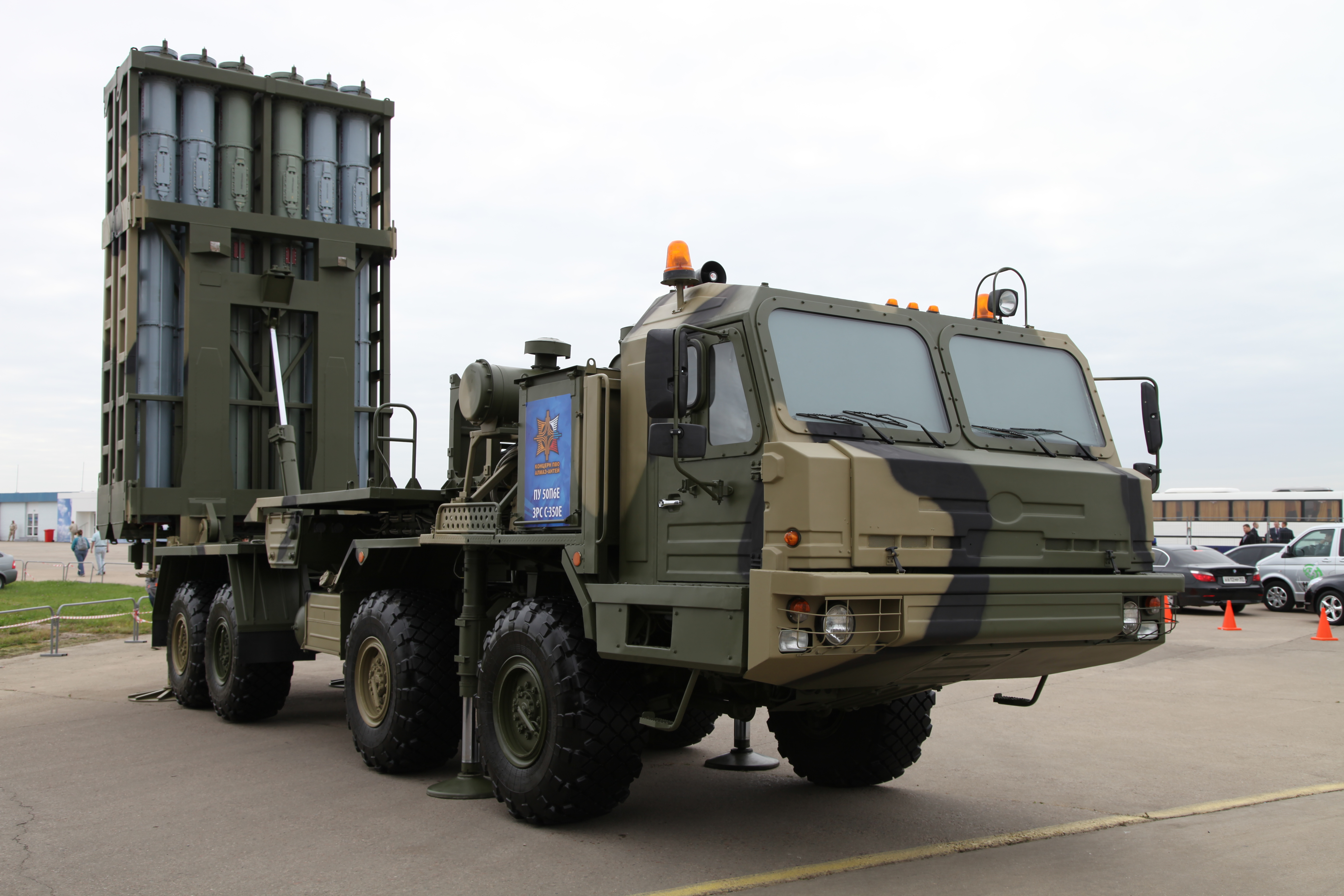
پرتابگر سامانه (لانچر سیستم)